# Farní sbor Českobratrské církve evangelické v Pelhřimově-Strměchách
Farní sbor Českobratrské církve evangelické v Pelhřimově - Strměchách je sborem Českobratrské církve evangelické v Pelhřimově - Strměchách. Sbor spadá pod Horácký seniorát.
Farářem sboru je Petr Turecný a kurátorkou Eva Hlavičková.
V centru dění života sboru jsou nedělní bohoslužby. Konají se každou neděli v Pelhřimově ve sborovém domě v Růžové 82 od 9:00. Poté také ve Strměchách každou sudou neděli od 11:00 v tolerančním kostele (od května do října), v zimním období na faře. V Pelhřimově mají své nedělní shromáždění i děti – nedělní školu – paralelně s bohoslužbami (při začátku shromáždění jsou dospělí i děti spolu, děti pak odcházejí před kázáním).

## Faráři sboru
- Pavel Jan Jelen (19.4.1871 – 22.8.1925)
- Vladimír Pokorný (1.8.1927 – 31.8.1932)
- Miroslav Zástěra (1.9.1932 – 31.8.1943)
- Rostislav Nechuta (1.9.1943 – 1989)
- Eva Nechutová, manželka Rostislava Nechuty (1.11.1964 – 1989)
- Zdeněk Soušek (1.1.1990 – 1994)
- Michael Hána (od 1.9.1994 – 2019)
- Petr Turecký (2019–)